# Ar-Rajjan SC (futsal)
Ar-Rajjan SC – katarski klub futsalowy z siedzibą w mieście Doha, obecnie występuje w najwyższej klasie rozgrywkowej Kataru. Jest sekcją futsalu w klubie sportowym Ar-Rajjan SC. W 2016 występował w World Intercontinental Futsal Cup.

## Sukcesy
- Mistrzostwo Kataru (3): 2006/07, 2009/10, 2010/11
- Superpuchar Kataru (1): 2010/11
- Puchar Związku Futsalu Kataru (1): 2008/09